# FC Eilenburg

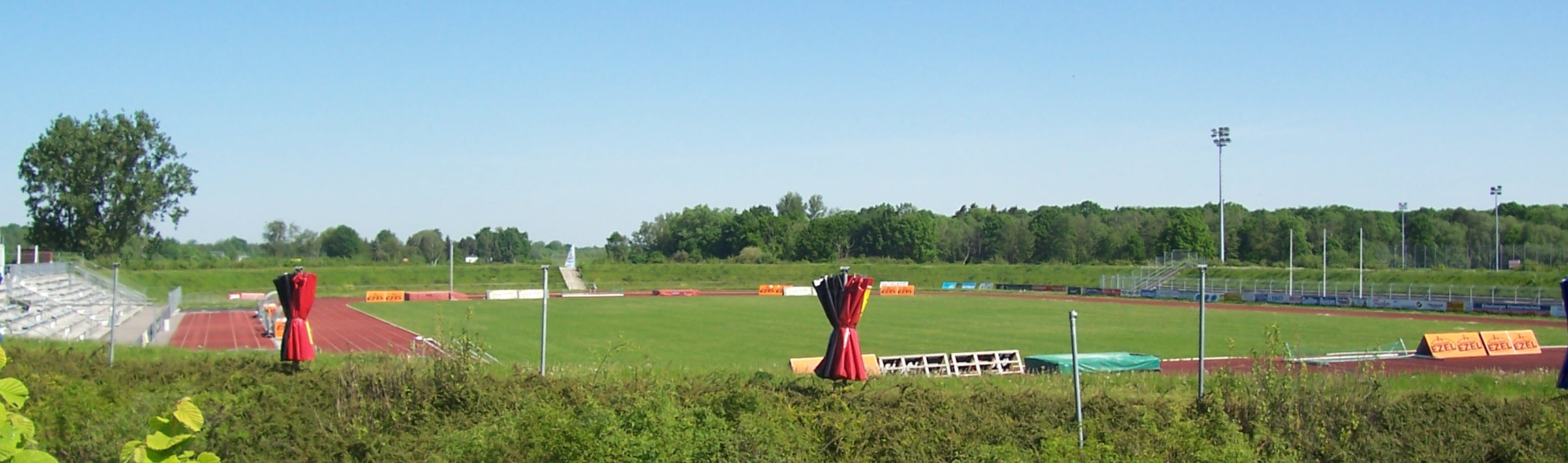
Voetbalveld van Eilenburg

FC Eilenburg is een Duitse voetbalclub uit Eilenburg, Saksen.

## Geschiedenis
De club werd in 1994 opgericht als opvolger voor Sportverein Mörtitz. In 2004 promoveerde club voor het eerst naar de Oberliga NOFV-Süd (vierde klasse), waar de club tot 2009 speelde. In 2008 degradeerde de club in feite ook al een klasse omdat de Oberliga niet langer de vierde maar de vijfde klasse werd door invoering van de 3. Bundesliga. Na degradatie naar de Landesliga in 2009 duurde het tot 2017 vooraleer de club kon terugkeren naar de Oberliga.

## Eindklasseringen vanaf 1991
| Seizoen       | Competitie           | Niveau | Eindstand | DFB-Pokal | Opmerking                                                                               |
| ------------- | -------------------- | ------ | --------- | --------- | --------------------------------------------------------------------------------------- |
| SV Mörtitz    |                      |        |           |           |                                                                                         |
| 1990/91       | Bezirksliga Leipzig  | IV     | 3         | --        |                                                                                         |
| 1991/92       | Bezirksliga Leipzig  | V      | 7         | --        | integratie in één Duitse competitie                                                     |
| 1992/93       | Bezirksliga Leipzig  | V      | 1         | --        |                                                                                         |
| 1993/94       | Sachsenliga          | IV     | 13        | --        |                                                                                         |
| MFC Eilenburg |                      |        |           |           |                                                                                         |
| 1994/95       | Bezirksliga Leipzig  | VI     | 5         | --        | invoering Regionalliga                                                                  |
| 1995/96       | Bezirksliga Leipzig  | VI     | 6         | --        |                                                                                         |
| 1996/97       | Bezirksliga Leipzig  | VI     | 1         | --        |                                                                                         |
| 1997/98       | Sachsenliga          | V      | 14        | --        |                                                                                         |
| 1998/99       | Sachsenliga          | V      | 8         | --        |                                                                                         |
| 1999/00       | Sachsenliga          | V      | 7         | --        |                                                                                         |
| 2000/01       | Sachsenliga          | V      | 12        | --        | Fusie met FSV Grün/Weiß Eilenburg                                                       |
| FC Eilenburg  |                      |        |           |           |                                                                                         |
| 2001/02       | Sachsenliga          | V      | 5         | --        |                                                                                         |
| 2002/03       | Sachsenliga          | V      | 3         | --        |                                                                                         |
| 2003/04       | Sachsenliga          | V      | 1         | --        |                                                                                         |
| 2004/05       | Oberliga Nordost#Süd | IV     | 12        | --        |                                                                                         |
| 2005/06       | Oberliga Nordost#Süd | IV     | 12        | --        |                                                                                         |
| 2006/07       | Oberliga Nordost#Süd | IV     | 3         | --        |                                                                                         |
| 2007/08       | Oberliga Nordost#Süd | IV     | 12        | --        |                                                                                         |
| 2008/09       | Oberliga Nordost#Süd | V      | 14        | --        | invoering 3. Liga                                                                       |
| 2009/10       | Sachsenliga          | VI     | 3         | --        |                                                                                         |
| 2010/11       | Sachsenliga          | VI     | 5         | --        |                                                                                         |
| 2011/12       | Sachsenliga          | VI     | 12        | --        |                                                                                         |
| 2012/13       | Sachsenliga          | VI     | 10        | --        |                                                                                         |
| 2013/14       | Sachsenliga          | VI     | 2         | --        |                                                                                         |
| 2014/15       | Sachsenliga          | VI     | 6         | --        |                                                                                         |
| 2015/16       | Sachsenliga          | VI     | 6         | --        |                                                                                         |
| 2016/17       | Sachsenliga          | VI     | 1         | --        |                                                                                         |
| 2017/18       | Oberliga Nordost#Süd | V      | 5         | --        |                                                                                         |
| 2018/19       | Oberliga Nordost#Süd | V      | 3         | --        |                                                                                         |
| 2019/20       | Oberliga Nordost#Süd | V      | 5         | --        | competitie afgebroken i.v.m. coronapandemie; Finalist Sachsenpokal > Chemnitzer FC: 1-2 |
| 2020/21       | Oberliga Nordost#Süd | V      | 1         | --        | competitie afgebroken i.v.m. coronapandemie                                             |
| 2021/22       | Regionalliga Nordost | IV     | 16        | --        |                                                                                         |
| 2022/23       | Oberliga Nordost#Süd | V      | 1         | --        |                                                                                         |
| 2023/24       | Regionalliga Nordost | IV     | 16        | --        |                                                                                         |
| 2024/25       | Regionalliga Nordost | IV     | 16        | --        |                                                                                         |
| 2025/26       | Regionalliga Nordost | IV     | .         | --        |                                                                                         |